# Enif
Enif o Epsilon Pegasi (ε Peg / ε Pegasi) è la stella più brillante della costellazione di Pegaso, essendo di magnitudine +2,38. Secondo la misurazione della parallasse del satellite Hipparcos, dista 688 anni luce dal sistema solare.
La parola Enif deriva dall'arabo al-anf e significa naso, a causa della sua posizione nel "muso" di Pegaso, il "cavallo alato".

## Osservazione
Brillando alla magnitudine apparente di 2,38, Enif è la stella più luminosa della costellazione, poco più luminosa di Scheat e di Markab nonostante l'astronomo tedesco Johann Bayer, nel suo catalogo l'Uranometria, le diede solo la quinta lettera dell'alfabeto greco (Epsilon (lettera)|ε).
Posta 9° 52' sopra l'equatore celeste, Enif può essere osservata da tutte le regioni abitate della Terra; solo nell'Antartide non sorge mai sopra l'orizzonte. Essendo di magnitudine 2,38, può essere scorta anche dai piccoli e medi centri urbani senza difficoltà.

## Caratteristiche fisiche
Si tratta di una stella supergigante arancione, 150 volte più grande del Sole, molto probabilmente negli ultimi stadi della sua evoluzione e pertanto considerata una stella morente. Enif molto probabilmente trascorrerà, prima di morire, ancora qualche milione di anni, ma non si sa ancora se alla fine esploderà in una supernova o finirà come una rarissima nana bianca al neon - ossigeno; questa indecisione è dovuta alla sua massa, esattamente nel limite supposto tra le stelle destinate ad esplodere oppure no.
Alcune volte in Enif sono stati osservati dei repentini incrementi di luminosità; ciò avvalora l'ipotesi che questa (e forse altre supergiganti) eruttano in immani flare esattamente come le stelle nane, tra cui il nostro Sole. Enif è classificata come variabile irregolare lenta, con fluttuazioni della sua luminosità comprese tra 2,37 e 2,45 magnitudini.
Pare relazionata con altre supergiganti come Sadalmelik e Sadalsuud, che hanno luminosità e distanza simile; le tre stelle potrebbero essere nate nello stesso gruppo e nel corso degli ultimi 15 milioni essersi allontanate tra loro di 100 o più anni luce.